# Leonardo Bercovici
Pour les articles homonymes, voir Bercovici.
Leonardo Bercovici, né le 7 mars 1927 à New York (État de New York) et mort le 1er décembre 1982 à Los Angeles (Californie), est un réalisateur et scénariste américain.

## Biographie
Leonardo Bercovici est surtout connu pour avoir écrit les scénarios des films Honni soit qui mal y pense (1947) et Moments perdus (1947). Pendant le maccarthysme, il est appelé à témoigner devant le comité des activités anti-américaines de la Chambre des représentants et placé sur la liste noire. Il est nommé par Edward Dmytryk et Richard Collins. Le 16 mai 1951, il a juré qu'il n'était pas membre du parti communiste, mais a invoqué son droit au cinquième amendement à ne pas s'auto-incriminer lorsqu'on lui a demandé s'il en avait été membre dans le passé. Il a été contraint de s'installer en Europe pendant plusieurs années, où il réalise son premier film, Serments d'amour, en collaboration avec l'Italien Claudio Gora. Il reste en Europe jusqu'en 1958.

### Vie privée
Bercovici était marié à Frances Ellis ; elle est morte apparemment suicidée le 23 mai 1951, alors que Bercovici faisait l'objet d'une enquête pour activités communistes.
Bercovici a épousé l'actrice suédoise de théâtre et de cinéma Märta Torén en juin 1952. Torén est décédée en 1957. Ils ont eu une fille, Kristina.
Son fils Eric Bercovici est devenu scénariste et producteur, tout comme le petit-fils de Bercovici, Luca Bercovici.

## Filmographie

### Réalisateur et scénariste
- 1956 : Serments d'amour (Tormento d'amore), co-réalisé avec Claudio Gora
- 1961 : La Nuit des otages (Насиље на тргу)
- 1970 : L'Histoire d'une femme (Storia di una donna)

### Scénariste
- 1938 : Menaces sur la ville (Racket Busters) de Lloyd Bacon
- 1938 : Prison Train (en) de Gordon Wiles
- 1939 : Chasing Danger de Ricardo Cortez
- 1947 : Moments perdus (Lost Moments) de Martin Gabel
- 1947 : Honni soit qui mal y pense (The Bishop's Wife) de Henry Koster
- 1948 : Les Amants traqués (Kiss the Blood Off My Hands) de Norman Foster
- 1952 : Monsoon (en) de Rod Amateau